# باشگاه فوتبال کوبهام
باشگاه فوتبال کوبهام (به انگلیسی: Cobham Football Club) یک باشگاه فوتبال در شهر کوبهام، ساری، کشور انگلستان است که در سال ۱۸۹۲ میلادی تأسیس شده‌است.